# Morphopoides tessmanni
Morphopoides tessmanni är en insektsart som beskrevs av Günther, K. 1939. Morphopoides tessmanni ingår i släktet Morphopoides och familjen torngräshoppor. Inga underarter finns listade i Catalogue of Life.